# Granulerad toppsnäcka
Clelandella miliaris är en snäckart som först beskrevs av Brocchi 1814.  I Molluscabase, WORMS och den svenska databasen Dyntaxa placeras arten i familjen virvelsnäckor. Enligt den svenska rödlistan är arten sårbar i Sverige. Arten förekommer i Götaland. Artens livsmiljö är havet. Inga underarter finns listade i Catalogue of Life.

## Bildgalleri

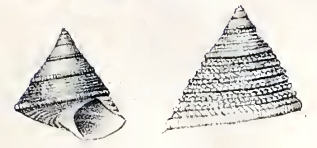
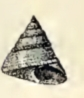